# Захумљани
Захумљани (грч. Ζαχλοῦμοι) су били становници српске средњовековне области Захумља. Заједно са осталим српским обласним скупинама: Неретљанима, Травуњанима и Дукљанима, настањивали су Поморску земљу, односно приморски део српских земаља, у који су поред Захумља спадале и области: Дукље, Травуније и Неретљанске крајине. Седиште Захумљана био је град Стон, а њихов најпознатији владар био је кнез Михаило Вишевић (прва половина 10. века).
У свом знаменитом историографском делу, под насловом О управљању царством, византијски цар и писац Константин VII Порфирогенит (945-959) је Захумљане поменуо на неколико места, а првенствено у поглављу које носи наслов: О Захумљанима и земљи у којој сада обитавају (грч. Περὶ τῶν Ζαχλούμων καὶ ἧς νῦν οἰκοῦσι χώρας), где се дословно каже:
| „ | Οἱ δὲ νῦν οἰκοῦντες ἐκεῖσε Ζαχλοῦμοι Σέρβλοι τυγχάνουσιν ἐξ ἐκείνου τοῦ ἄρχοντος, τοῦ εἰς τὸν βασιλέα Ἡράκλειον προσφυγόντος. / Захумљани који сада тамо станују су Срби, потичући из времена оног архонта, који је цару Ираклију био пребегао. | ” |

Тадашњи опсег српског етничког простора у ширем захвату историјске Далмације на изричит начин потврђује и франачки хроничар Ајнхард, који је у својим Аналима франачког краљевства забележио, под 822. годином, да су Срби народ који држи велики део Далмације (лат. ad Sorabos, quae natio magnam Dalmatiae partem obtinere dicitur).
У време потоњег успона великожупанске Србије у другој половини 12. века, земљом Захумљана је као удеоном облашћу управљао кнез Мирослав, брат српског великог жупана Стефана Немање, а истакнуту илогу у каснијим збивањима на истом простору имали су и Мирослављеви потомци. Земља Захумљана је као удеона област (Хумска земља) у саставу средњовековне Краљевине Србије често помињана у проширеним насловима српских краљева из династије Немањића, под чијом је влашћу остала све до треће деценије 14. века.
Поводом питања о етничкој припадности Захумљана и пореклу рода захумског кнеза Михаила Вишевића у историографији су изношене различите претпоставке. Иако су поједини истрживачи покушали да оспоре српски идентитет Захумљана, такве тезе нису наишле на шире прихватање у науци, те стога и знатан део страних истраживача прихвата Порфирофенитову изричиту идентификацију Захумљана као Срба.

## Извори и литература
Извори
- Кунчер, Драгана (2009). Gesta Regum Sclavorum. 1. Београд-Никшић: Историјски институт; Манастир Острог.
- Живковић, Тибор (2009). Gesta Regum Sclavorum. 2. Београд-Никшић: Историјски институт, Манастир Острог.
- Мијушковић, Славко, ур. (1988) [1967]. Љетопис попа Дукљанина (2. изд.). Београд: Просвета & Српска књижевна задруга.
- Mošin, Vladimir, ур. (1950). Ljetopis popa Dukljanina. Zagreb: Matica hrvatska.
- Острогорски, Георгије; Баришић, Фрањо, ур. (1966). Византијски извори за историју народа Југославије. 3. Београд: Византолошки институт.
- Pertz, Georg Heinrich, ур. (1845). Einhardi Annales. Hanover.
- Scholz, Bernhard Walter, ур. (1970). Carolingian Chronicles: Royal Frankish Annals and Nithard's Histories. University of Michigan Press.
- Thurn, Hans, ур. (1973). Ioannis Scylitzae Synopsis historiarum. Berlin-New York: De Gruyter.
- Ферјанчић, Божидар (1959). „Константин VII Порфирогенит”. Византијски извори за историју народа Југославије. 2. Београд: Византолошки институт. стр. 1—98.
- Flusin, Bernard; Cheynet, Jean-Claude, ур. (2003). John Scylitzès: Empereurs de Constantinople. Paris: Lethielleux.
- Шишић, Фердо, ур. (1928). Летопис Попа Дукљанина. Београд-Загреб: Српска краљевска академија.
- Wortley, John, ур. (2010). John Skylitzes: A Synopsis of Byzantine History, 811–1057. New York: Cambridge University Press.

Литература
- Благојевић, Милош; Медаковић, Дејан (2000). Историја српске државности. 1. Нови Сад: Огранак САНУ.
- Живковић, Тибор (2002). Јужни Словени под византијском влашћу (600-1025). Београд: Историјски институт; Службени гласник.
- Живковић, Тибор (2004). Црквена организација у српским земљама: Рани средњи век. Београд: Историјски институт; Службени гласник.
- Исаиловић, Невен (2021). „Хум и Хумска земља у титулатури средњовековних владара и великаша” (PDF). Српско писано насљеђе и историја средњовјековне Босне, Хума и Травуније. Бања Лука: Филолошки факултет; Филозофски факултет. стр. 13—37. Архивирано из оригинала 29. 06. 2024. г. Приступљено 29. 06. 2024.
- Мишић, Синиша (1996). Хумска земља у средњем веку. Београд: DBR International Publishing.
- Мишић, Синиша (2014). Историјска географија српских земаља од 6. до половине 16. века. Београд: Магелан Прес.
- Новаковић, Реља (1975). „Да ли су сви Захумљани пореклом Срби? (Поводом рода Михајла Вишевића)”. Историјски часопис. 22: 19—43.
- Порчић, Небојша (2016). „Прилог историографским портретима хумског кнеза Мирослава и његових потомака”. Споменица др Тибора Живковића. Београд: Историјски институт. стр. 203—220.
- Ћирковић, Сима (1995). Срби у средњем веку. Београд: Идеа.
- Ћирковић, Сима (2004). Срби међу европским народима. Београд: Equilibrium.
- Литаврин, Г.Г. (1985). Раннефеодальные государства на Балканах VI—XII вв. Москва: Наука.
- Гуськова, Е.Ю. (2014). Листая страницы сербской истории. Москва: Индрик.